# Lancer du javelot féminin aux Jeux olympiques d'été de 1932
Navigation
Berlin 1936
L'épreuve du lancer du javelot féminin aux Jeux olympiques d'été de 1932 s'est déroulée le 31 juillet 1932 au Memorial Coliseum de Los Angeles, aux États-Unis. Elle est remportée par l'Américaine Mildred Didrikson Zaharias.
C'est la première fois que le lancer du javelot féminin apparaît au programme.

## Résultats
| Rang               | Athlète                    | Pays       | Marque  | Note |
| ------------------ | -------------------------- | ---------- | ------- | ---- |
| Médaille d'or      | Mildred Didrikson Zaharias | États-Unis | 43,69 m | OR   |
| Médaille d'argent  | Ellen Braumüller           | Allemagne  | 43,50 m |      |
| Médaille de bronze | Tilly Fleischer            | Allemagne  | 43,01 m |      |
| 4                  | Masako Shinpo              | Japon      | 39,08 m |      |
| 5                  | Nan Gindele                | États-Unis | 37,95 m |      |
| 6                  | Gloria Russell             | États-Unis | 36,74 m |      |
| 7                  | Maria Uribe                | Mexique    | 33,66 m |      |
| 8                  | Mitsue Ishizu              | Japon      | 30,81 m |      |

## Légende
Records et Performances
- AR : Record continental (area record)
- CR : Record des championnats (championship record)
- MR : Record du meeting (meet record)
- NR : Record national (national record)
- OR : Record olympique (olympic record)
- PR : Record paralympique (paralympic record)
- PB : Record personnel (personal best)
- SB : Meilleure performance personnelle de la saison (season's best)
- WL : Meilleure performance mondiale de l'année (world leader)
- WJR : Record du monde junior (world junior record)
- WR : Record du monde (world record)

Circonstances et Conditions
- DNF : N'a pas terminé (did not finish)
- DNS : N'a pas pris le départ (did not start)
- DQ : Disqualification (disqualification)
- NM : Aucun essai valable enregistré (No Mark)
- Q : Qualifié « directement » au prochain tour (ou à la prochaine compétition), lors d'une compétition majeure, grâce au classement ou à la réalisation des minima (automatic qualifier)
- q : Qualifié au prochain tour (ou à la prochaine compétition), lors d'une compétition majeure, grâce au repêchage ou à la réalisation de l'une des meilleures performances parmi celles des « non qualifiés directement » (grâce au meilleur temps ou à la meilleure distance par exemple) (secondary qualifier)